# August Engelberg
August Engelberg, född 1 november 1817 i Euraåminne, död 28 juli 1850 i Åbo, var en finländsk  tonsättare, språkman och en av landets första musikkritiker.
Enbelberg blev filosofie magister 1840 och verkade sedan som språklärare, musikkritiker och tonsättare. Av hans kompositioner är sex sånger för manskör, fyra sånger för blandad kör och balladen Elfkonungen (svensk översättning av Goethes Der Erlkönig) tryckta. Några opublicerade verk finns i Sibeliusmuseum i Åbo.